# Ернесто Ладзатті
Ернесто Ладзатті (ісп. Ernesto Lazzatti, 25 вересня 1915 — 30 грудня 1988) — аргентинський футболіст, що грав на позиції півзахисника, зокрема за «Бока Хуніорс», у складі якого — п'ятиразовий чемпіон Аргентини, а також за національну збірну Аргентини, у складі якої — переможець чемпіонату Південної Америки 1937 року. По завершенні ігрової кар'єри — тренер.
Відрізнявся технічною грою і дисциплінованістю. Провівши 503 офіційні матчі за кар'єру, жодного разу не був вилучений з поля. 

## Клубна кар'єра

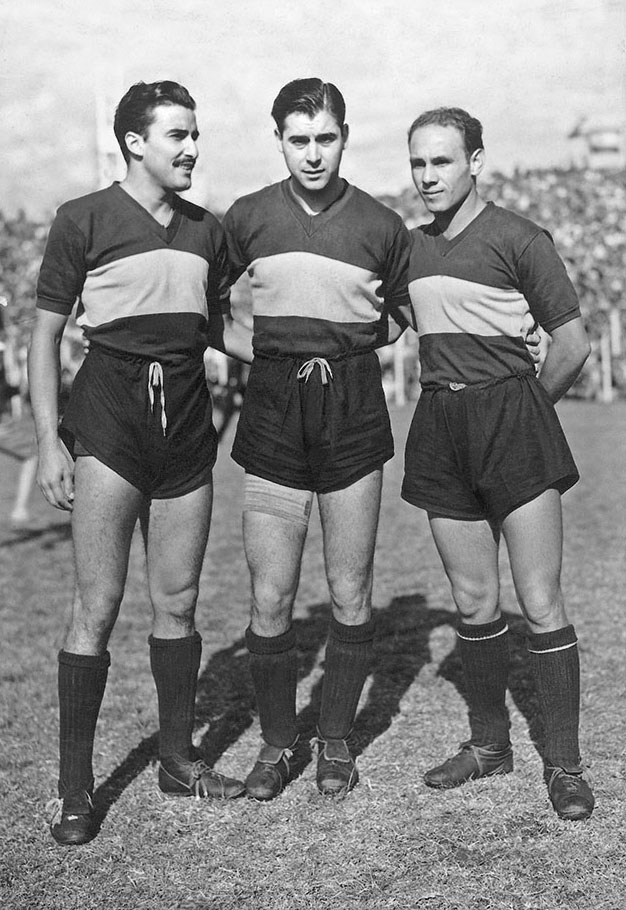
Ладзатті (у центрі) з партнерами по півзахисту «Бока Хуніорс» 1940-х Карлосом Сосою і Наталіо Песією

Народився 25 вересня 1915 року у родині італійських іммігрантів. Вихованець футбольної школи клубу «Пуерто Комерсіаль», у складі основної команди якого провів три сезони протягом 1931–1933 років.
1934 року перейшов до «Бока Хуніорс», в якому відразу став основним гравцем і в першому ж сезоні здобув свій перший титул чемпіона Аргентини. Загалом відіграв за команду з Буенос-Айреса чотирнадцять років, здебільшого як основний півзахисник команди, і ще тричі допомагав їй тріумфувати у національній першості.
Завершував ігрову кар'єру в уругвайському «Данубіо», до якого досвідчений футболіст прийшов у 1948 і де відіграв два роки.

## Виступи за збірну
1936 року дебютував в офіційних матчах у складі національної збірної Аргентини. 
Наступного року у складі збірної був учасником домашнього для аргентинців Чемпіонату Південної Америки 1937 року, на якому відіграв у трьох іграх і допоміг команді здобути п'ятий у її історії титул найсильнішої збірної континенту.

## Кар'єра тренера
Завершивши ігрову кар'єру і повернувшись до Аргентини, невдовзі отримав пропозицію спробувати свої сили на тренерській роботі й очолити команду «Бока Хуніорс». Пропрацював з командою протягом 1950 року, після чого залишив її через конфлікт з керівництвом клубу і відкрив бізнес з продажу автомобілів.
1954 року удруге був запрошений на тренерський місток «Бока Хуніорс». На той момент останній титул чемпіона Аргентини «Бока» здобувала ще у 1944, коли Ладзатті виходив на поле як гравець, але Ладзатті-тренеру вдалося перервати цю невтішну серію, привівши команду до чемпіонства. До того ж команда під його керівництвом демонструвала видовищну гру, яка приваблювала на трибуни у середньому по тридцять тисяч глядачів за матч. Загальна відвідуваність матчів «Бока Хуніорс» того сезону, 900 тисяч, залишається рекордом аргентинської Прімери.
Попри цей тріумф по завершенні переможного сезону Ладзатті залишив «Боку» та вирішив перекваліфікуватися на спортивну журналістику, розпочавши багаторічну співпрацю зі спортивним щотижневиком El Gráfico.
Помер 30 грудня 1988 року на 74-му році життя.
| Дата       | Місто        | Господарі | Результат | Гості    | Турнір                                     | Голи | Примітки |
| ---------- | ------------ | --------- | --------- | -------- | ------------------------------------------ | ---- | -------- |
| 09/08/1936 | Буенос-Айрес | Аргентина | 1 – 0     | Уругвай  | Копа Хуан Міньябуру                        | 0    |          |
| 23/01/1937 | Буенос-Айрес | Аргентина | 2 – 3     | Уругвай  | Чемпіонат Південної Америки з футболу 1937 | 0    |          |
| 30/01/1937 | Буенос-Айрес | Аргентина | 1 – 0     | Бразилія | Чемпіонат Південної Америки з футболу 1937 | 0    |          |
| 01/02/1937 | Буенос-Айрес | Аргентина | 2 – 0     | Бразилія | Чемпіонат Південної Америки з футболу 1937 | 0    |          |
| Усього     |              | Матчів    | 4         |          | Голів                                      | 0    |          |

## Титули і досягнення

### Як гравця
- Переможець чемпіонату Південної Америки (1):

Аргентина: 1937
- Чемпіон Аргентини (5):

«Бока Хуніорс»: 1934, 1935, 1940, 1943, 1944

### Як тренера
- Чемпіон Аргентини (1):

«Бока Хуніорс»: 1954